# Sayatón
Sayatón es un municipio y localidad española de la provincia de Guadalajara, en la comunidad autónoma de Castilla-La Mancha. El término municipal tiene una población de 69 habitantes (INE 2024).

## Geografía
El municipio se encuentra junto al embalse de Bolarque, donde comienza el trasvase Tajo-Segura.

## Historia

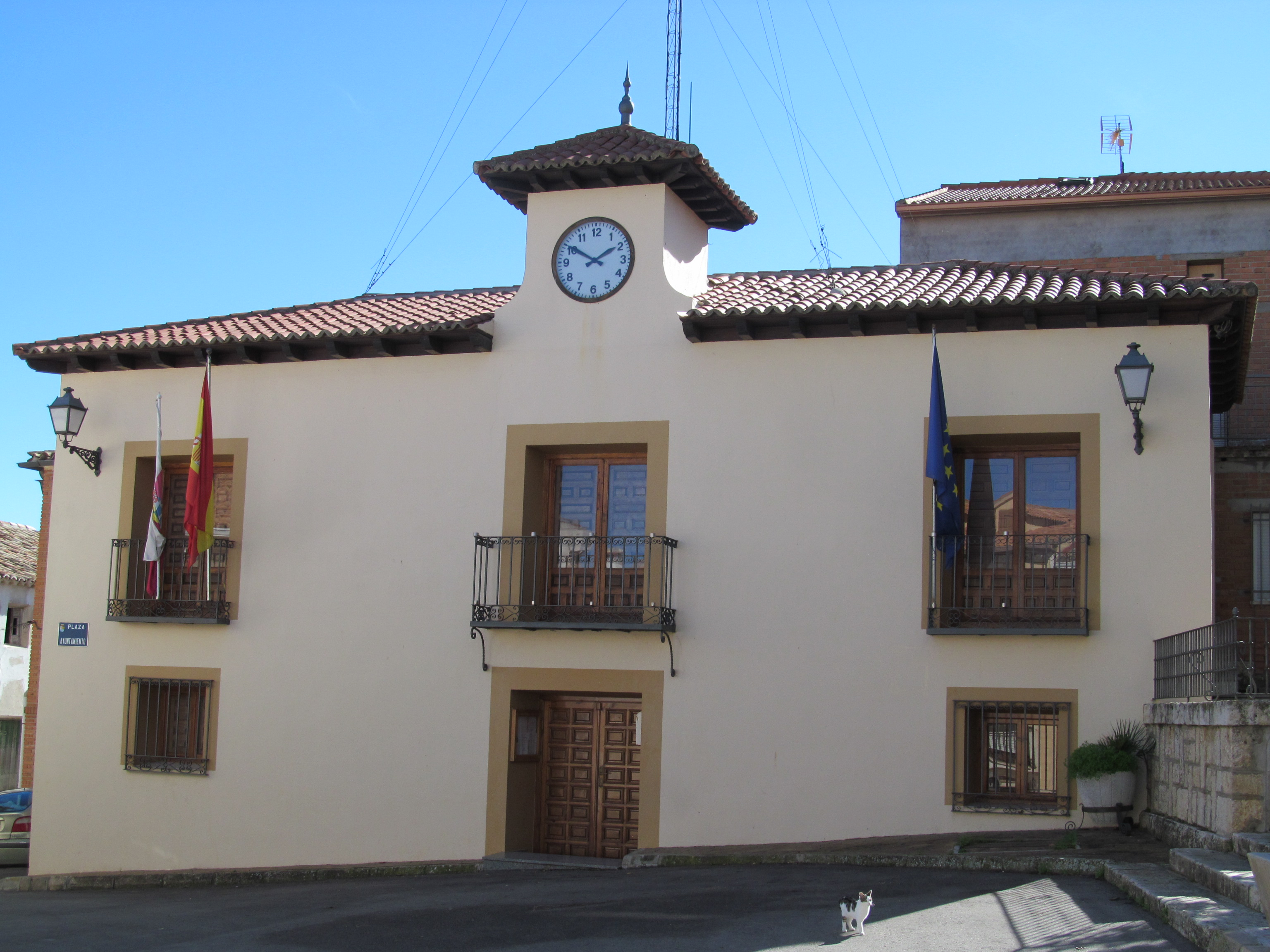
Casa consistorial

Según las relaciones topográficas de Felipe II, la villa se fundó a finales del siglo XV o a principios del XVI por los hermanos Calvete, aunque pasó a ser villa como tal, y a disponer de alcalde, regidor, horca y picota, hacia el año de 1535, reinando Carlos I que vendió la villa a Ana de la Cerda, abuela de la princesa de Éboli y señora de Pastrana.
A mediados del siglo XIX, el lugar tenía contabilizada una población de 346 habitantes. Aparece descrito en el decimotercer volumen del Diccionario geográfico-estadístico-histórico de España y sus posesiones de Ultramar de Pascual Madoz de la siguiente manera:

SAYATON: l. con ayunt. en la prov. de Guadalajara (7 leg.), part. jud. de Pastrana (1), aud. terr. de Madrid (13), dióc. de Toledo (17). sit. en la cumbre de un cerro, con libre ventilacion y clima sano; tiene 100 casas; la consistorial; un pósito con escaso fondo en granos; una posada pública; escuela de instruccion primaria, dotada con 1,400 rs.; una igl. parr. (San Pedro Advíncula) servida por un cura y un sacristan: térm. confina con los de Almonacid, Pastrana y monte de Anguir: el terreno que participa de quebrado y llano, es en su mayor estension de bastante miga y todo de secano á escepcion de una huerta que se riega con las aguas de una fuente; pues aun cuando lo atraviesa el r. Tajo, no se aprovechan sus aguas por la profundidad de su cauce; hay dos montes poblados el uno de encina y el otro de pinos bajos que solo sirven para combustible. caminos: los locales , de herradura y en mal estado por la escabrosidad del terreno. correo: se recibe y despacha en la cab. del part. prod.: trigo, cebada, aceite, vino, anís, esparto, leñas de combustible, carboneo y buenos pastos, con los que se mantiene ganado lanar, cabrio, mular y asnal. ind.: la agrícola, el carboneo, la elaboracion de algunas manufacturas de esparto, un molino aceitero y el tejido de lienzos ordinarios de cáñamo. comercio: esportacion del sobrante de frutos y productos de la ind., é importacion de los art. de consumo que faltan. pobl.: 106 vec., 346 alm. cap. prod.: 3.184,000 rs. imp.: 159,200 contr.: 9,868.
(Madoz, 1849, p. 885)

A comienzos del siglo XX el ferrocarril llegó al municipio, lo que permitió una mejora considerable de las comunicaciones con Madrid y otras localidades de la Alcarria. El conocido como ferrocarril del Tajuña contó con una estación de ferrocarril propia en Sayatón, la cual disponía de importantes instalaciones. El trazado se mantuvo en servicio hasta la clausura al tráfico del tramo Orusco-Auñón el 1 de abril de 1953, siendo levantadas las vías con posterioridad.

## Demografía
Sayatón cuenta con una población de 69 habitantes (INE 2024).
| Gráfica de evolución demográfica de Sayatón entre 1842 y 2021                                                       |
| |
| Población de derecho según los censos de población del INE Población de hecho según los censos de población del INE |

| 194           | 199 | 136 | 129 | 121 | 103 | 89 |
| (Fuente: INE) |     |     |     |     |     |    |

## Patrimonio

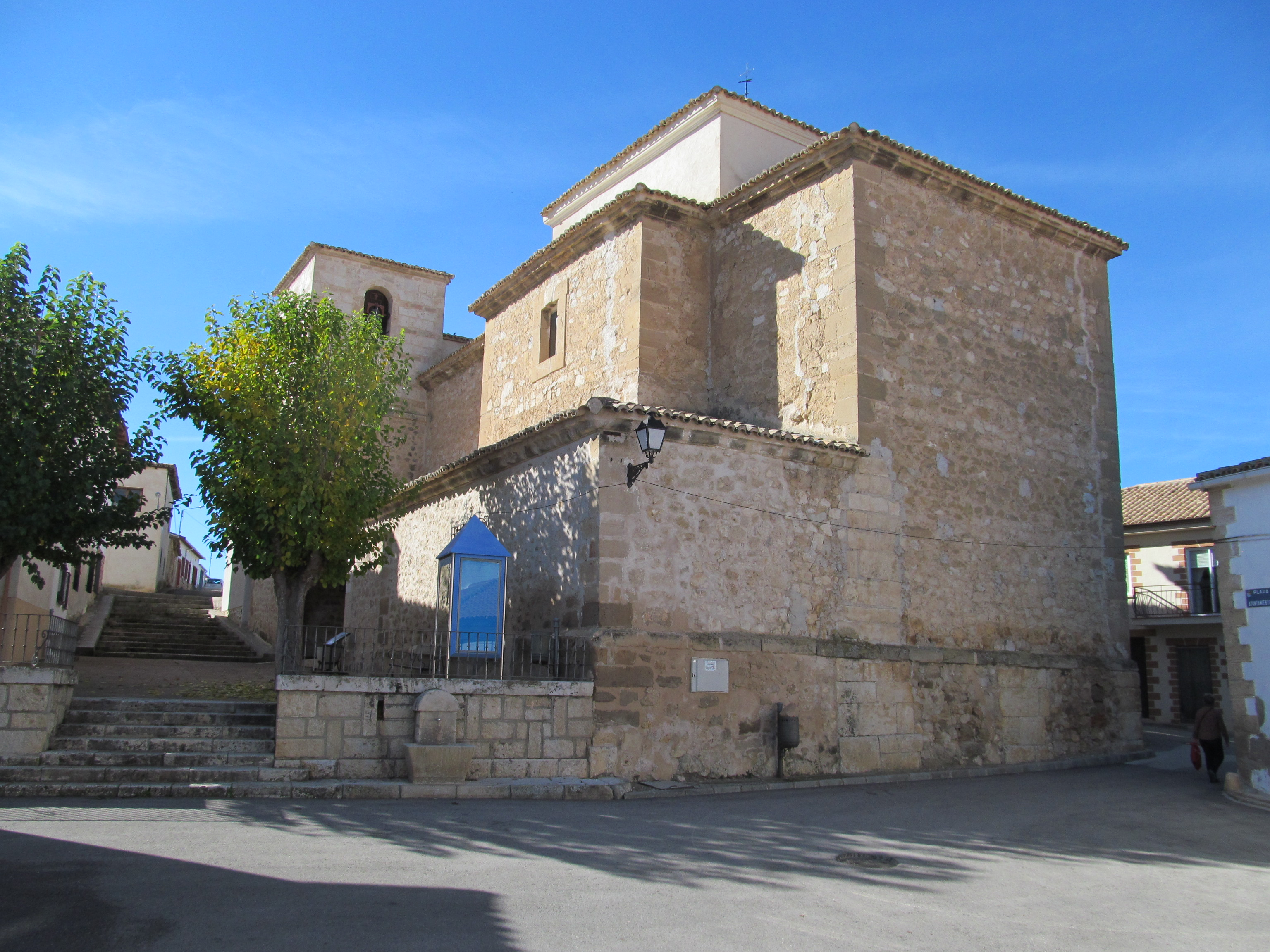
Iglesia de San Pedro

En la localidad hay una iglesia bajo la advocación de San Pedro ad Vincula. En el término se encuentra también el castillo de Anguix.